# 小多田直樹
小多田 直樹（おただ なおき、1982年8月28日 - ）は、日本の舞台俳優。演劇集団キャラメルボックス所属。大阪府出身。身長176cm。血液型はB型。
大阪産業大学卒業後、2005年演劇集団キャラメルボックスに入団。

## 出演

### 映画
- パッチギ
- 僕の初恋をキミに捧ぐ

### ラジオドラマ
- River Side Cafe#9「40歳 主婦」(2013年、TFM系) - 伊集院役
- River Side Cafe#15「23歳 建設会社勤務」(2013年、TFM系) - 緑川省吾役

### テレビドラマ
- SAKURA〜事件を聞く女〜 第7話（2014年12月1日、TBS） - 角田剛 役
- 悪魔の弁護人・御子柴礼司 〜贖罪の奏鳴曲〜 第3話 - 第5話（2019年12月22日 - 2020年1月4日、東海テレビ） - 栃野守 役
- 警視庁・捜査一課長 2020（2020年） - 石松雄吉 役
- 和田家の男たち 第2話（2021年10月29日） - 川本紘一 役
- 日本沈没-希望のひと- 第1話（2021年10月10日、TBS）
- となりのチカラ 第1話（2022年1月20日、テレビ朝日） - 作業員 役
- 悪女（わる）働くのがカッコ悪いなんて誰が言った? 第2話（2022年4月20日、日本テレビ） - 石川啓太 役
- 受付のジョー 第3話（2022年5月10日、日本テレビ） - 太田 役[2]
- ファーストペンギン!（2022年） - 櫻木宗平 役
- 波よ聞いてくれ 第6話（2023年5月26日、テレビ朝日） - 前下友亮 役
- モンスター 第5話（2024年11月11日、関西テレビ・フジテレビ系） - 立原正樹 役[3]
- 相続探偵 第5話（2025年2月22日、日本テレビ） - 木原 役[4]

### PV
- 図書館戦争 - 良化隊員B役

### 舞台

#### 演劇集団キャラメルボックス
- 『ミス・ダンテライオン』(2006年、葉山／吉本)
- 『雨と夢のあとに』（2006年、広瀬／熊岡）
- 『少年ラヂオ』(2006年、林太) - 阿部祐介とダブルキャスト
- 『トリツカレ男』(2007年・2012年、アントニオ)
- 『水平線の歩き方』(2008年・2011年・2015年、勇治)
- 『光の帝国』(2009年、春田貴世誌)
- 『銀河旋律』(2011年、ヤマノウエ) - 石原善暢・筒井俊作とトリプルキャスト
- 『飛ぶ教室』(2011年、バベルカ/クロイツカム先生)
- 『無伴奏ソナタ』(2012年・2014年、リスナー/ジョー)
- 『広くてすてきな宇宙じゃないか』(2012年、オオクボ) - 石原善暢・筒井俊作とトリプルキャスト
- 『隠し剣鬼ノ爪』(2013年、尾形久万喜)
- 『盲目剣谺返し』(2013年、鮭川)
- 『ジャングル・ジャンクション』(2013年、カンドリ) - 男組キャスト
- 『ケンジ先生』(2013年、クロサキ) - 山猫キャスト
- 『鍵泥棒のメソッド』(2014年、藤本/大谷)
- 『TRUTH』(2014年、三郎太)
- 『クロノス』(2015年、辻堂)
- 『君をおくる』(2015年、キミジマ)
- 『きみがいた時間ぼくのいく時間』(2016年、柿沼英太郎)
- 『フォーゲット・ミー・ノット』(2016年、榎戸達矢)
- 『また逢おうと竜馬は言った』(2016年、棟方)
- 『ゴールデンスランバー』(2016年、小野一夫)
- 『ナツヤスミ語辞典』(2019年、アオタ先生)

#### 客演
- 『喪服の時間』(2010年、弾丸MAMAER)
- 『ホワイトシアター』(2010年、FNSチャリティキャンペーン)
- 『つばき、時跳び』(2010年、明治座)
- 『おとうさんはウルトラマン』(2010年、アクション・リーディング)
- 『トキタ荘の冬』(2011年、Theatre劇団子)
- 多田直人案第2回発表会『ごー+(ぷらす)』(2013年)
- 『ひかりのひみつ』(2013年、家族草子2013)
- 『ヒア・カムズ・ザ・サン』(2014年、スカイロケット)
- 『スーパーエンタープライズ』(2015年、東京ハートブレイカーズ)
- 朗読劇『細雪』（2024年6月22日・23日、明治座） - 板倉 役[5]

## 参考
1. ↑  “小多田直樹”.   演劇集団キャラメルボックス. 2020年7月15日閲覧。
2. ↑  オリオンズベルト|小多田直樹プロフィール
3. ↑  小多田直樹 [@otanao0828] (2024年11月5日). "『モンスター』第5話 立原正樹役で出演いたします。". X（旧Twitter）より2024年11月12日閲覧。
4. ↑  小多田直樹 [@otanao0828] (2025年2月16日). "【出演情報】です 「相続探偵」第五話 木原役で出演しております。". X（旧Twitter）より2025年2月23日閲覧。
5. ↑  “朗読劇　細雪”.   明治座 (2024年6月22日). 2024年6月24日閲覧。